# Shaun Keeling
Shaun Keeling (født 21. januar 1987 i Krugersdorp, Sydafrika) er en sydafrikansk roer.
Keeling vandt sølv i toer uden styrmand ved OL 2016 i Rio de Janeiro sammen med Lawrence Brittain. I finalen blev den sydafrikanske båd kun slået af newzealænderne Eric Murray og Hamish Bond, der vandt guld, mens Giovanni Abagnale og Marco Di Costanzo fra Italien tog bronzemedaljerne. Han deltog i samme disciplin ved OL 2008 i Beijing, hvor sydafrikanerne blev nr. 5.
Keeling har desuden vundet én VM-medalje gennem karrieren, en bronzemedalje i toer uden styrmand ved VM 2014 i Amsterdam.

## OL-medaljer
- 2016:  Sølv i toer uden styrmand